# Limnophyes brachytomus
Limnophyes brachytomus är en tvåvingeart som först beskrevs av Jean-Jacques Kieffer 1922.  Limnophyes brachytomus ingår i släktet Limnophyes, och familjen fjädermyggor. Arten är reproducerande i Sverige.